# 16-й набор астронавтов НАСА
16-й набо́р астрона́втов НА́СА («Сардины») — набор астронавтов, производившийся НАСА в 1996 году; крупнейший по своему составу. В результате отбора было зачислено 44 человека (из них 8 женщин[уточнить]). В набор входило 10 пилотов и 25 специалистов полёта. Все астронавты этого набора впоследствии участвовали, как минимум, в одном полёте.

## История набора
15 мая 1995 года НАСА объявило о наборе до 30 претендентов в очередную группу астронавтов.
Заявления от желающих принимались до 30 июня 1995 года.
К окончанию срока подач заявлений в общей сложности было 2432 заявления.
За период с 15 октября по 26 января 1996 года в Космическом центре имени Линдона Джонсона побывало в общей сложности 124 кандидата (из них 24 женщины). Все претенденты были разбиты на 6 групп для проведения медицинской комиссии.
Также следует заметить, что из всех 124 человек, проходивших медицинского обследование, 36 кандидатов уже участвовали в предыдущих наборах НАСА. В итоге в набор 1996 года были зачислены 15 из них.

## Финалисты отбора

### Пилоты шаттла
- Кэри, Дуэйн Джин (анг. Carey, Duane Gene).

Общая продолжительность полётов — 10 дней 22 часов 10 минут.
- - STS-109, шаттл «Колумбия». C 1-го по 12 марта 2002 года в качестве «пилот корабля».
- Фрик, Стивен Натаниэль (анг. Frick, Stephen Nathaniel).

Общая продолжительность полётов — 23 дня 14 часов 14 минуты.
- - STS-110, шаттл «Атлантис». C 8-го по 19 апреля 2002 года в качестве «пилота корабля»;
  - STS-122, шаттл «Атлантис». C 7-го по 20 февраля 2008 года в качестве «командира корабля».
- Хобо, Чарльз Оуэн (анг. Hobaugh, Charles Owen)

Общая продолжительность полётов — 36 дней 7 часов 47 минут.
- - STS-104, шаттл «Атлантис». C 12 по 25 июля 2001 года в качестве «пилота корабля»;
  - STS-118, шаттл «Индевор». C 8 по 21 августа 2007 года, в качестве «командира корабля»;
  - STS-129, шаттл «Атлантис». C 16 по 27 ноября 2009 года, в качестве «командира корабля».
- Келли, Джеймс Макнейл (анг. Kelly, James McNeal)

Общая продолжительность полётов — 26 дней 17 часов 21 минута.
- - STS-102, шаттл «Дискавери». C 8 по 21 марта 2002 года в качестве «пилота корабля»;
  - STS-114, шаттл «Дискавери». C 26 июля по 9 августа 2005 года, в качестве «пилота корабля».
- Келли, Марк Эдвард (анг. Kelly, Mark Edward)

Общая продолжительность полётов — 54 дня 1 час 2 минуты.
- - STS-108, шаттл «Индевор». C 5 по 17 декабря 2001 года в качестве «пилота корабля»;
  - STS-121, шаттл «Дискавери». C 4 по 16 июля 2006 года, в качестве «пилота корабля»;
  - STS-124, шаттл «Дискавери». C 31 мая по 14 июня 2008 года, в качестве «командира корабля»;
  - STS-134, шаттл «Индевор». C 18 мая по 1 июня 2011 года, в качестве «командира корабля».
- Келли, Скотт Джозеф (анг. Kelly, Scott Joseph)

Общая продолжительность полётов — 180 дней 2 часа.
- - STS-103, шаттл «Дискавери». C 20 по 28 декабря 1999 года в качестве «пилота корабля»;
  - STS-118, шаттл «Индевор». C 8 по 21 августа 2007 года, в качестве «командир корабля»;
  - Союз ТМА-01М. C 7 октября 2010 года по 16 марта 2011, в качестве «командир корабля».
- Локхарт, Пол Скотт (анг. Lockhart, Paul Scott)

Общая продолжительность полётов — 27 дней 15 часов 23 минуты.
- - STS-111, шаттл «Индевор». C 5 по 19 июня 2002 года в качестве «пилота корабля»;
  - STS-113, шаттл «Индевор». C 24 ноября по 7 декабря 2002 года в качестве «пилота корабля».
- Лориа, Кристофер Джозеф (анг. Loria, Christopher Joseph)
- МакКул, Уильям Камерон (анг. McCool, William Cameron)

Общая продолжительность полётов — 15 дней 22 часа 20 минут 22 секунды. Погиб во время посадки 1 февраля 2003 года.
- - STS-107, шаттл «Колумбия». с 16 января по 1 февраля 2003 года в качестве «пилота корабля».
- Полански, Марк Льюис (анг. Polansky, Mark Lewis)

Общая продолжительность полётов — 40 дней 14 часов 49 минут 25 секунд.
- - STS-98, шаттл «Атлантис». C 7 по 20 февраля 2001 года в качестве «пилота корабля»;
  - STS-116, шаттл «Дискавери». C 10 по 22 декабря 2006 года, в качестве «командира корабля»;
  - STS-127, шаттл «Индевор». C 15 по 31 июля 2009 года, в качестве «командир корабля».

### Специалисты по полезной нагрузке
- Браун, Дэвид МакДауэлл  (анг. Brown, David McDowell)

Общая продолжительность полётов — 10 дней 22 часов 10 минут. Погиб во время посадки шаттла 1 февраля 2003 года.
- - STS-107, шаттл «Колумбия». с 16 января по 1 февраля 2003 года в качестве «специалиста полёта».
- Бёрбэнк, Дэниел Кристофер (анг. Burbank, Daniel Christopher)

Общая продолжительность полётов — 188 дней 23 часа 49 минут 12 секунды.
- - STS-106, шаттл «Атлантис». с 8 по 19 сентября 2000 года в качестве «специалиста полёта»;
  - STS-115, шаттл «Атлантис». с 9 по 21 сентября 2006 года в качестве «специалиста полёта»;
  - Союз ТМА-22. 14 ноября 2011 года в качестве «бортинженера»;
  - МКС-29. с 16 по 21 ноября 2011 года в качестве «бортинженера»;
  - МКС-30. с 21 ноября 2011 года по 27 апреля 2012 года в качестве «командир экипажа».
- Кейгл, Ивонна Дарлин (анг. Cagle, Yvonne Darlene)
- Калдейро, Фернандо (анг. Caldeiro, Fernando)
- Камарда, Чарлз Джозеф (анг. Camarda, Charles Joseph)

Общая продолжительность полётов — 13 дней 21 час 32 минуты.
- - STS-114, шаттл «Дискавери». C 26 июля по 9 августа 2005 года, в качестве «специалиста полёта».
- Кларк, Лорел Блэр Сэлтон (анг. Clark, Laurel Blair Salton)

Общая продолжительность полётов — 10 дней 22 часов 10 минут. Погиб во время посадки шаттла 1 февраля 2003 года.
- - STS-107, шаттл «Колумбия». с 16 января по 1 февраля 2003 года в качестве «специалиста полёта».
- Финк, Эдвард Майкл (анг. Fincke, Edward Michael)

Общая продолжительность полётов — 381 день 15 часов 10 минут.
- - Союз ТМА-4. 23 октября 2004 в качестве «бортинженера»;
  - МКС-9. С 19 по 21 апреля 2004 в качестве «бортинженера»;
  - Союз ТМА-13. 8 апреля 2009 года в качестве «экипажа посадки»;
  - МКС-9. С 12 октября 2008 года по 8 апреля 2009 года в качестве «командира экипажа»;
  - STS-134. C 18 мая по 1 июня 2011 в качестве «специалиста полёта».
- Форрестер, Патрик Грэм (анг. Forrester, Patrick Graham)

Общая продолжительность полётов — 39 дней 14 часов 18 минут.
- - STS-105, шаттл «Дискавери». C 10 по 22 августа 2001 года в качестве «специалист полёта»;
  - STS-117, шаттл «Атлантис». C 8 по 22 июня 2007 года в качестве «специалиста полёта»;
  - STS-128, шаттл «Дискавери». C 29 августа по 12 сентября 2009 года в качестве «специалист полёта».
- Херрингтон, Джон Беннетт (анг. Herrington, John Bennett)

Общая продолжительность полётов — 13 дней 18 часов 47 минут.
- - STS-113, шаттл «Индевор». C 24 ноября по 7 декабря 2002 года в качестве «специалиста полёта».
- Хиггинботам, Джоан Элизабет (анг. Higginbotham, Joan Elizabeth)

Общая продолжительность полётов — 12 дней 20 часов 45 минут.
- - STS-116, шаттл «Дискавери». С 10 по 22 декабря 2006 года в качестве «специалиста полёта».
- Магнус, Сандра Холл (анг. Magnus, Sandra Hall)

Общая продолжительность полётов — 12 дней 20 часов 45 минут.
- - STS-112, шаттл «Атлантис». С 7 по 18 октября 2002 года в качестве «специалиста полёта»;
  - STS-126, шаттл «Индевор». С 15 по 30 ноября 2008 года в качестве «специалиста полёта»;
  - STS-119, шаттл «Дискавери». С 15 по 28 марта 2009 года в качестве «специалиста полёта»;
  - МКС-18. С 14 октября 2008 по 8 апреля 2009 в качестве «бортинженера».
  - STS-135, шаттл «Атлантис». С 8 по 21 июля 2011 года в качестве «специалиста полёта».
- Массимино, Майкл Джеймс (анг. Massimino, Michael James)

Общая продолжительность полётов — 23 дня 19 часов 48 минут.
- - STS-109, шаттл «Колумбия». C 1 по 12 марта 2002 года в качестве «специалиста полёта»;
  - STS-125, шаттл «Атлантис». C 11 по 24 мая 2009 года в качестве «специалиста полёта».
- Мастраккио, Ричард Алан (анг. Mastracchio, Richard Alan)

Общая продолжительность полётов — 39 дней 15 часов 53 минуты 45 секунд.
- - STS-106, шаттл «Атлантис». с 8 по 19 сентября 2000 года в качестве «специалиста полёта»;
  - STS-118, шаттл «Индевор». C 15 по 21 августа 2002 года в качестве «специалиста полёта»;
  - STS-131, шаттл «Дискавери». C 5 по 20 апреля 2010 года в качестве «специалиста полёта».
- Морин, Ли Миллер Эмил (анг. Morin, Lee Miller)

Общая продолжительность полётов — 10 дней 19 часов 41 минута.
- - STS-110, шаттл «Атлантис». C 8 по 19 апреля 2002 года в качестве «специалиста полёта».
- Новак, Лиза Мария (анг. Nowak, Lisa Marie)

Общая продолжительность полётов — 12 дней 18 часов 36 минут.
- - STS-121, шаттл «Дискавери». C 4 по 16 июля 2006 года в качестве «специалиста полёта».
- Петтит, Доналд Рой  (анг. Pettit, Donald Roy)

Общая продолжительность полётов — 176 дней 21 час 44 минуты 5 секунд.
- - STS-113, шаттл «Индевор». C 24 ноября по 25 ноября 2002 года в качестве «специалиста полёта»;
  - МКС-6. С 25 ноября 2002 года по 3 мая 2003 в качестве «бортинженера»;
  - Союз ТМА-1. С 3 по 4 мая 2003 года в качестве «экипажа возвращения»;
  - STS-126, шаттл «Индевор». C 15 по 16 ноября 2008 года в качестве «специалиста полёта»;
  - МКС-30. С 21 ноября 2011 по 27 апреля 2012 года в качестве «бортинженера»;
  - Союз ТМА-03М. С 23 апреля по 27 апреля 2012 года в качестве «экипажа возвращения»;
  - Союз МС-26. С 11 сентября 2024 года по н.в;
  - МКС-72.
- Филлипс, Джон Линч (анг. Phillips, John Lynch)

Общая продолжительность полётов — 203 дня 17 часов 23 минуты 4 секунды.
- - STS-100, шаттл «Индевор». С 19 апреля по 1 мая 2001 года в качестве «специалиста полёта»;
  - Союз ТМА-03М. С 15 апреля по 11 октября 2005 в качестве «бортинженера»;
  - МКС-11. С 17 апреля по 10 октября 2005 года в качестве «бортинженера»;
  - STS-119, шаттл «Дискавери». С 17 по 28 марта 2009 года в качестве «специалиста полёта»;
- Ричардс, Пол Уильям (анг. Richards, Paul William)

Общая продолжительность полётов — 12 дней 19 часов 49 минут.
- - STS-102, шаттл «Дискавери». C 8 по 21 марта 2001 года в качестве «специалист полёта».
- Селлерс, Пирс Джон (анг. Sellers, Piers John)

Общая продолжительность полётов — 23 дня 14 часов 34 минуты.
- - STS-112, шаттл «Атлантис». С 7 по 18 октября 2002 года в качестве «специалиста полёта»;
  - STS-121, шаттл «Дискавери». C 4 по 16 июля 2006 года в качестве «специалиста полёта».
- Стефанишин-Пайпер, Хайдемари Марта (анг. Stefanyshyn-Piper, Heidemarie Martha)

Общая продолжительность полётов — 27 дней 15 часов 36 минут и 2 секунды.
- - STS-115, шаттл «Атлантис». с 9 по 21 сентября 2006 года в качестве «специалиста полёта»;
  - STS-126, шаттл «Индевор». C 15 по 16 ноября 2008 года в качестве «специалиста полёта».
- Тани, Дэниел Мичио (анг. Tani, Daniel Michio)

Общая продолжительность полётов — 131 день 18 часов 4 минуты 32 секунды.
- - STS-108, шаттл «Индевор». С 5 по 17 декабря 2001 года в качестве «специалиста полёта»;
  - STS-120, шаттл «Дискавери». C 23 по 25 ноября 2007 года в качестве «специалиста полёта»;
  - МКС-16. С 25 ноября 2007 года по 18 февраля 2008 года в качестве «бортинженера»;
  - STS-122, шаттл «Дискавери». C 18 по 20 февраля 2008 года в качестве «специалиста полёта».
- Уолхайм, Рекс Джозеф (анг. Walheim, Rex Joseph)

Общая продолжительность полётов — 33 дня 8 часов 33 минуты.
- - STS-110, шаттл «Атлантис». С 8 по 19 декабря 2002 года в качестве «специалиста полёта»;
  - STS-122, шаттл «Дискавери». C 18 по 20 февраля 2008 года в качестве «специалиста полёта»;
  - STS-135, шаттл «Атлантис». С 8 по 21 июля 2011 года в качестве «специалиста полёта».
- Уитсон, Пегги Аннетт (анг. Whitson, Peggy Annette)

Общая продолжительность полётов — 376 дней 17 часов 49 минут.
- - STS-111, шаттл «Атлантис». С 5 по 7 июня 2002 года в качестве «специалиста полёта»;
  - МКС-5. С 7 июня по 24 ноября 2002 года в качестве «бортинженера»;
  - STS-113, шаттл «Индевор». C 24 ноября по 25 ноября 2002 года в качестве «специалиста полёта»;
  - Союз ТМА-11. С 10 октября 2007 года по 19 апреля 2008 в качестве «бортинженера»;
  - МКС-16. С 10 октября 2007 года по 19 апреля 2008 в качестве «бортинженера»;
- Уильямс, Джеффри Нелс (анг. Williams, Jeffrey Nels)

Общая продолжительность полётов — 362 дня.
- - STS-101, шаттл «Атлантис». С 19 по 29 мая 2000 года в качестве «специалиста полёта»;
  - STS-122, шаттл «Дискавери». C 18 по 20 февраля 2008 года в качестве «специалиста полёта»;
  - Союз ТМА-8. С 30 марта по 1 апреля 2006 года в качестве «бортинженера»;
  - МКС-12. С 3 октября 2005 года по 8 апреля 2006 года в качестве «командира экипажа»;
  - Союз ТМА-16. 18 марта 2010 года в качестве «бортинженера».
- Уилсон, Стефани Диана (анг. Wilson, Stephanie Diana)

Общая продолжительность полётов — 42 дня, 23 часа, 46 минут.
- - STS-121, шаттл «Дискавери». C 4 по 16 июля 2006 года в качестве «специалиста полёта»;
  - STS-120, шаттл «Дискавери». C 23 по 25 ноября 2007 года в качестве «специалиста полёта»;
  - STS-131, шаттл «Дискавери». C 5 по 20 апреля 2010 года в качестве «специалиста полёта».

## Предварительный отбор
22 марта 1995 года командование Корпуса Морской Пехоты США назвало 19 офицеров полуфиналистов, среди которых в НАСА будут отобраны кандидаты в астронавты 16-го набора 1996 года.
В число 123 финалистов, отобранных НАСА попали пять представителей КМП.

### Список пилотов
| Список группы пилотов Корпуса Морской Пехоты США предварительного отбора 16-го набора НАСА | Список группы пилотов Корпуса Морской Пехоты США предварительного отбора 16-го набора НАСА | Список группы пилотов Корпуса Морской Пехоты США предварительного отбора 16-го набора НАСА | Список группы пилотов Корпуса Морской Пехоты США предварительного отбора 16-го набора НАСА | Список группы пилотов Корпуса Морской Пехоты США предварительного отбора 16-го набора НАСА | Список группы пилотов Корпуса Морской Пехоты США предварительного отбора 16-го набора НАСА |
| №                                                                                          | ФИО                                                                                        | Оригинал имени (от англ.)                                                                  | Звание (на момент отбора), специальность                                                   | Участвовал в наборе                                                                        | Зачислен в набор                                                                           |
| ------------------------------------------------------------------------------------------ | ------------------------------------------------------------------------------------------ | ------------------------------------------------------------------------------------------ | ------------------------------------------------------------------------------------------ | ------------------------------------------------------------------------------------------ | ------------------------------------------------------------------------------------------ |
| 1                                                                                          | Дердалл, Джеймс Дж.                                                                        | Derdall, James G.                                                                          | Капитан                                                                                    | 16, 17, 18, 19                                                                             |                                                                                            |
| 2                                                                                          | Дрехслер, Т. А.                                                                            | Drechsler, T. A.                                                                           | Капитан                                                                                    | 16                                                                                         |                                                                                            |
| 3                                                                                          | Лориа, Кристофер Джозеф                                                                    | Loria, Christopher Joseph                                                                  | Капитан                                                                                    | 16                                                                                         | 16                                                                                         |
| 4                                                                                          | Млнарик, Р. Дж.                                                                            | Mlnarik, R. J.                                                                             | Капитан                                                                                    | 16                                                                                         |                                                                                            |
| 5                                                                                          | Мортенсен, Джозеф А.                                                                       | Mortensen, Joseph A.                                                                       | Майор                                                                                      | 16, 17, 18                                                                                 |                                                                                            |
| 6                                                                                          | Радер, Джон К.                                                                             | Rader, John C.                                                                             | Подполковник                                                                               | 16                                                                                         | 16                                                                                         |
| 7                                                                                          | Юрович, Даглас П.                                                                          | Yurovich, Duglas P.                                                                        | Майор                                                                                      | 16                                                                                         |                                                                                            |
| 8                                                                                          | Замка, Джордж Дэвид                                                                        | Zamka, George David                                                                        | Майор                                                                                      | 16, 17                                                                                     | 17                                                                                         |

### Список пилотов / специалистов полёта
| Список группы пилотов/специалистов полёта Корпуса Морской Пехоты США предварительного отбора 16-го набора НАСА | Список группы пилотов/специалистов полёта Корпуса Морской Пехоты США предварительного отбора 16-го набора НАСА | Список группы пилотов/специалистов полёта Корпуса Морской Пехоты США предварительного отбора 16-го набора НАСА | Список группы пилотов/специалистов полёта Корпуса Морской Пехоты США предварительного отбора 16-го набора НАСА | Список группы пилотов/специалистов полёта Корпуса Морской Пехоты США предварительного отбора 16-го набора НАСА | Список группы пилотов/специалистов полёта Корпуса Морской Пехоты США предварительного отбора 16-го набора НАСА |
| № | ФИО | Оригинал имени (от англ.)                                                                                      | Звание (на момент отбора), специальность                                                                       | Участвовал в наборе                                                                                            | Зачислен в набор                                                                                               |
| --- | --- | --- | --- | --- | --- |
| 9 | Басс, Грегори А.                                                                                               | Bass, Gregory A.                                                                                               | Майор | 13, 14, 16, 17, 18                                                                                             | |
| 10 | Хобо, Чарльз Оуэн                                                                                              | Hobaugh, Charles Owen                                                                                          | Капитан | 16 | 16 |
| 11 | Хоппе, Гленн М.                                                                                                | Hoppe, Glenn M.                                                                                                | Майор | 16 | |
| 12 | Роджерс, Джозеф К. мл.                                                                                         | Rodgers, Joseph C. Jr.                                                                                         | Майор | 15, 16, 17, 18                                                                                                 | |

### Список специалистов полёта
| Список группы специалистов полёта Корпуса Морской Пехоты США предварительного отбора 16-го набора НАСА | Список группы специалистов полёта Корпуса Морской Пехоты США предварительного отбора 16-го набора НАСА | Список группы специалистов полёта Корпуса Морской Пехоты США предварительного отбора 16-го набора НАСА | Список группы специалистов полёта Корпуса Морской Пехоты США предварительного отбора 16-го набора НАСА | Список группы специалистов полёта Корпуса Морской Пехоты США предварительного отбора 16-го набора НАСА | Список группы специалистов полёта Корпуса Морской Пехоты США предварительного отбора 16-го набора НАСА |
| № | ФИО | Оригинал имени (от англ.)                                                                              | Звание (на момент отбора), специальность                                                               | Участвовал в наборе                                                                                    | Зачислен в набор                                                                                       |
| --- | --- | --- | --- | --- | --- |
| 13 | Акана, У. Т.                                                                                           | Akana, W. T.                                                                                           | Майор                                                                                                  | 16 | |
| 14 | Бенден, К. П.                                                                                          | Benden, C. P.                                                                                          | Капитан                                                                                                | 16 | |
| 15 | Эванс, Дж. А.                                                                                          | Evans, J. A.                                                                                           | Майор                                                                                                  | 16 | |
| 16 | Хагвуд, Дирл Дж. мл.                                                                                   | Hagwood, Derle G. Jr.                                                                                  | Майор                                                                                                  | 16, 17                                                                                                 | 16 |
| 17 | Хайнц, Дэвид Р.                                                                                        | Heinz, David R.                                                                                        | Майор                                                                                                  | 13, 16                                                                                                 | |
| 18 | Джослин, Роберт Э.                                                                                     | Joslin, Robert E.                                                                                      | Майор                                                                                                  | 15, 16, 17, 18, 19                                                                                     | |
| 19 | Маннелла, Марк Дж.                                                                                     | Mannella, Marc G.                                                                                      | Майор                                                                                                  | 16 | |

## Группы

### Первая группа
Первая группа проходила обследования с 15 октября 1995 года по 26 января 1996 года:
| Список группы № 1 претендентов 16-го набора НАСА | Список группы № 1 претендентов 16-го набора НАСА | Список группы № 1 претендентов 16-го набора НАСА | Список группы № 1 претендентов 16-го набора НАСА | Список группы № 1 претендентов 16-го набора НАСА | Список группы № 1 претендентов 16-го набора НАСА |
| №                                                | ФИО                                              | Оригинал имени (от англ.)                        | Звание (на момент отбора), специальность         | Участвовал в наборе                              | Зачислен в набор                                 |
| ------------------------------------------------ | ------------------------------------------------ | ------------------------------------------------ | ------------------------------------------------ | ------------------------------------------------ | ------------------------------------------------ |
| 1                                                | Баррера, Томас П.                                | Barrera, Thomas P.                               | Доктор философии (Ph.D.)                         | 15, 16                                           |                                                  |
| 2                                                | Браун, Дэвид МакДауэлл                           | Brown, David McDowell                            | Коммандер ВМС США                                | 15, 16                                           | 16                                               |
| 3                                                | Бербанк, Даниэл Кристофер                        | Burbank, Daniel Christopher                      | Лейтенант-коммандер БО                           | 14, 15, 16                                       | 16                                               |
| 4                                                | Кэмпбелл, Джеффри У.                             | Campbell, Jeffrey W.                             | Майор ВВС США                                    | 15, 16                                           |                                                  |
| 5                                                | Кэри, Дуэйн Джин                                 | Carey, Duane Gene                                |                                                  | 16                                               | 16                                               |
| 6                                                | Кларк, Лорел Блейр Солтон                        | Clark, Laurel Blair Salton                       | Доктор философии (Ph.D.) (аэронавтика)           | 15, 16                                           | 16                                               |
| 7                                                | Чамитофф, Грегори Эррол                          | Chamitoff, Gregory Errol                         | Подполковник ВВС США                             | 16, 17                                           | 17                                               |
| 8                                                | Колльер, Джеймс Д.                               | Collier, James D.                                | Майор ВВС США                                    | 16, 17                                           |                                                  |
| 9                                                | Форд, Кевин Энтони                               | Ford, Kevin Anthony                              | Майор Армии США                                  | 15, 16, 18                                       | 18                                               |
| 10                                               | Форрестер, Патрик Грэм                           | Forrester, Patrick Graham                        |                                                  | 15, 16                                           | 16                                               |
| 11                                               | Гамильтон, Леонард Дж.                           | Hamilton, Leonard J.                             | Лейтенант-коммандер ВМС США                      | 16                                               |                                                  |
| 12                                               | Кент, Грэм М.                                    | Kent, Graham M.                                  | Доктор философии (Ph.D.)                         | 16                                               |                                                  |
| 13                                               | Локхарт, Пол Скотт                               | Lockhart, Paul Scott                             | Майор ВВС США                                    | 16                                               | 16                                               |
| 14                                               | Love, Stanley Glen                               | Лав, Стенли Глен                                 | Доктор философии (Ph.D.) (астрономия)            | 15, 16, 17                                       | 17                                               |
| 15                                               | МакКул, Уильям Камерон                           | McCool, William Cameron                          | Лейтенант-коммандер ВМС США                      | 15, 16                                           | 16                                               |
| 16                                               | Ортис-Лонго, Карлос Р.                           | Ortiz-Longo, Carlos R.                           | Магистр наук (M.S.)(материаловедение)            | 16                                               |                                                  |
| 17                                               | Шэннон, Виктория Л.                              | Shannon, Victoria L.                             | Доктор философии (Ph.D.)                         | 16                                               |                                                  |
| 18                                               | Замот, Ноэл                                      | Zamot, Noel                                      | Капитан ВВС США                                  | 16, 17, 18                                       |                                                  |
| 19                                               | Соломон, Мэри К.                                 | Solomon, Mary K.                                 | Капитан ВВС США                                  | 15, 16                                           |                                                  |
| 20                                               | Тобин, Дэвид М.                                  | Tobin, David M.                                  | Капитан ВВС США                                  | 16                                               |                                                  |

### Вторая группа
Вторая группа проходила собеседования с 29 октября 1995 года:
| Список группы № 2 претендентов 16-го набора НАСА | Список группы № 2 претендентов 16-го набора НАСА | Список группы № 2 претендентов 16-го набора НАСА | Список группы № 2 претендентов 16-го набора НАСА | Список группы № 2 претендентов 16-го набора НАСА | Список группы № 2 претендентов 16-го набора НАСА |
| №                                                | ФИО                                              | Оригинал имени (от англ.)                        | Звание (на момент отбора), специальность         | Участвовал в наборе                              | Зачислен в набор                                 |
| ------------------------------------------------ | ------------------------------------------------ | ------------------------------------------------ | ------------------------------------------------ | ------------------------------------------------ | ------------------------------------------------ |
| 1                                                | Альварес, Роберт Дж.                             | Alvarez, Robert J.                               |                                                  | 15, 16                                           |                                                  |
| 2                                                | Элкинд, Джером Л.                                | Elkind, Jerome L.                                | Доктор философии (Ph.D.)                         | 15, 16                                           |                                                  |
| 3                                                | Саттон, Найджел Дж.                              | Sutton, Nigel J.                                 | Лейтенант ВМС США                                | 16                                               |                                                  |
| 4                                                | Эпплер, Дин Б.                                   | Eppler, Dean B.                                  | Доктор философии (Ph.D.)                         | 13, 16, 17                                       |                                                  |
| 5                                                | Фуллер, Дейдра К.                                | Fuller, Deidra K.                                |                                                  | 16                                               |                                                  |
| 6                                                | Тани, Дэниел Мичио                               | Tani, Daniel Michio                              | Магистр наук (машиностроение)                    | 16                                               | 16                                               |
| 7                                                | Хиггинботам, Джоан Элизабет                      | Higginbotham, Joan Elizabeth                     | Магистр наук (космические системы)               | 15, 16                                           | 16                                               |
| 8                                                | Келли, Марк Эдвард                               | Kelly, Mark Edward                               | Лейтенант ВМС США                                | 16                                               | 16                                               |
| 9                                                | Ванген, Скотт Дуэйн                              | Vangen, Scott Duane                              | Магистр наук (космическая техника))              | 14, 16, 17, 18                                   | Astro-2                                          |
| 10                                               | Лориа, Кристофер Джозеф                          | Loria, Christopher Joseph                        | Майор КМП США                                    | 16                                               | 16                                               |
| 11                                               | Массимино, Майкл Джеймс                          | Massimino, Michael James                         | Доктор философии (Ph.D.) (машиностроение)        | 15, 16                                           |                                                  |
| 12                                               | Ватроус, Дональд С.                              | Watrous, Donald S.                               | Майор ВВС США                                    | 16, 17                                           |                                                  |
| 13                                               | Морин, Ли Миллер                                 | Morin, Lee Miller                                | Доктор философии (Ph.D.) (медицина)              | 16                                               | 16                                               |
| 14                                               | Нордел, Стивен Д.                                | Nordel, Stephen D.                               | Лейтенант-коммандер ВМС США                      | 16                                               |                                                  |
| 15                                               | Новак, Лиза Мэри                                 | Nowak, Lisa Marie                                | Магистр наук (аэронавтика)                       | 16                                               | 16                                               |
| 16                                               | Полански, Марк Льюис                             | Polansky, Mark Lewis                             | Магистр наук (аэронавтика)                       | 13, 15, 16                                       | 16                                               |
| 17                                               | Симпсон, Брайан А.                               | Simpson, Brian A.                                | Капитан ВВС США                                  | 16                                               |                                                  |
| 18                                               | Стефанишин-Пайпер, Хайдемари Марта               | Stefanyshyn-Piper, Heidemarie Martha             | Магистр наук (машиностроение)                    | 16                                               | 16                                               |
| 19                                               | Стефенсон, Марк У.                               | Stephenson, Mark W.                              | Майор Армии США                                  | 13, 16                                           |                                                  |
| 20                                               | Стерн, Алан С.                                   | Stern, Alan S.                                   | Доктор философии (Ph.D.)                         | 16                                               |                                                  |

### Третья группа
Третья группа проходила собеседования с 3 декабря 1995 года:
| Список группы № 2 претендентов 16-го набора НАСА | Список группы № 2 претендентов 16-го набора НАСА | Список группы № 2 претендентов 16-го набора НАСА | Список группы № 2 претендентов 16-го набора НАСА | Список группы № 2 претендентов 16-го набора НАСА | Список группы № 2 претендентов 16-го набора НАСА |
| №                                                | ФИО                                              | Оригинал имени (от англ.)                        | Звание (на момент отбора), специальность         | Участвовал в наборе                              | Зачислен в набор                                 |
| ------------------------------------------------ | ------------------------------------------------ | ------------------------------------------------ | ------------------------------------------------ | ------------------------------------------------ | ------------------------------------------------ |
| 1                                                | Беккер, Стивен А.                                | Becker, Stephen A.                               | Доктор философии (Ph.D.)                         | 16                                               |                                                  |
| 2                                                | Баки, Джей Кларк                                 | Buckey, Jay Clark                                | Доктор медицины                                  | 13,16                                            | SLS-2, Neurolab                                  |
| 3                                                | Ди Доменико, Стивен Дж.                          | Duffy, Patrick E.                                | Капитан ВВС США                                  | 16                                               |                                                  |
| 4                                                | Даффи, Патрик Э.                                 | Duffy, Patrick E.                                | Майор ВВС США                                    | 14, 16                                           |                                                  |
| 5                                                | Данавей, Дэвид А.                                | Dunaway, David A.                                | Лейтенант-коммандер ВМС США                      | 16                                               |                                                  |
| 6                                                | Гохенаур, Джон Э.                                | Gochenaur, John E.                               | Майор ВВС США                                    | 16                                               |                                                  |
| 7                                                | Хабиг, Кристофер А.                              | Habig, Christofer A.                             | Майор ВВС США                                    | 15, 16                                           |                                                  |
| 8                                                | Келли, Скотт Джозеф                              | Kelly, Scott Joseph                              | Магистр наук (авиационные системы)               | 16                                               | 16                                               |
| 9                                                | Магнус, Сандра Холл                              | Magnus, Sandra Hall                              | Доктор философии (Ph.D.) (машиностроение)        | 16                                               | 16                                               |
| 10                                               | Муллен, Кейтлин П.                               | Mullen, Caitlin P.                               | Доктор философии (Ph.D.)                         | 16                                               |                                                  |
| 11                                               | Филлипс, Джон Линч                               | Phillips, John Lynch                             | Доктор философии (Ph.D.) (геодезия)              | 15, 16                                           | 16                                               |
| 12                                               | Радер, Джон К.                                   | Rader, John C.                                   | Подполковник КМП США                             | 16                                               |                                                  |
| 13                                               | Рафф, Майкл К.                                   | Ruff, Michael C.                                 | Майор ВВС США                                    | 16                                               |                                                  |
| 14                                               | Селлерс, Пирс Джон                               | Sellers, Piers John                              | Магистр наук (биометеорология)                   | 14, 16                                           | 16                                               |
| 15                                               | Стюарт, Томас Д.                                 | Stuart, Thomas D.                                | Лейтенант-коммандер ВМС                          | 16                                               |                                                  |
| 16                                               | Тамура, Тодд Т.                                  | Tamura, Todd T.                                  | Капитан ВВС США                                  | 16                                               |                                                  |
| 17                                               | Уолхейм, Рекс Джозеф                             | Walheim, Rex Joseph                              | Магистр наук                                     | 15, 16                                           | 16                                               |
| 18                                               | Уотсон, Джон К.                                  | Watson, John K.                                  |                                                  | 16                                               |                                                  |
| 19                                               | Уитсон, Пегги Аннетт                             | Whitson, Peggy Annette                           | Доктор философии (Ph.D.) (биохимия)              | 16                                               | 16                                               |
| 20                                               | Уилсон, Роберт А.                                | Wilson, Robert A.                                | Майор ВВС США                                    | 16, 17                                           |                                                  |

### Четвёртая группа
Четвёртая группа проходила собеседования с 10 декабря 1995 года:
| Список группы № 4 претендентов 16-го набора НАСА | Список группы № 4 претендентов 16-го набора НАСА | Список группы № 4 претендентов 16-го набора НАСА | Список группы № 4 претендентов 16-го набора НАСА | Список группы № 4 претендентов 16-го набора НАСА | Список группы № 4 претендентов 16-го набора НАСА |
| №                                                | ФИО                                              | Оригинал имени (от англ.)                        | Звание (на момент отбора), специальность         | Участвовал в наборе                              | Зачислен в набор                                 |
| ------------------------------------------------ | ------------------------------------------------ | ------------------------------------------------ | ------------------------------------------------ | ------------------------------------------------ | ------------------------------------------------ |
| 1                                                | Чайба, Кристофер Ф.                              | Chyba, Christopher F.                            | Доктор философии (Ph.D.)                         | 16                                               |                                                  |
| 2                                                | Дьюннетт, Шерил Дж.                              | Dunnette, Sheryl J.                              |                                                  | 16                                               |                                                  |
| 3                                                | Энгл, Майкл Э.                                   | Engle, Michael E.                                |                                                  | 16, 17                                           |                                                  |
| 4                                                | Фореман, Майкл Джеймс                            | Foreman, Michael James                           | Коммандер ВМС США                                | 16, 17                                           | 17                                               |
| 5                                                | Фушино, Роберт Ф.                                | Fuschino, Robert F.                              | Майор ВВС США                                    | 15, 16                                           |                                                  |
| 6                                                | Хагвуд, Дирл Дж. мл.                             | Hagwood, Derle G. Jr.                            | Майор КМП США                                    | 16                                               |                                                  |
| 7                                                | Хобо, Чарльз Оуэн                                | Hobaugh, Charles Owen                            | Капитан КМП США                                  | 16                                               | 16                                               |
| 8                                                | Холт, Уорт С., мл.                               | Holt, Worthe S., Jr.                             | Доктор медицины                                  | 12, 16                                           |                                                  |
| 9                                                | Джэксон, Марк М.                                 | Jackson, Mark M.                                 | Капитан Армии США                                | 16                                               |                                                  |
| 10                                               | Джонсон, Дуглас У.                               | Johnson, Douglas W.                              |                                                  | 16                                               |                                                  |
| 11                                               | Керрик, Джинджер                                 | Kerrick, Ginger                                  |                                                  | 16                                               |                                                  |
| 12                                               | Кожелак, Стенли Норберт, мл.                     | Koszelak, Stanley Norbert, Jr.                   | Доктор философии (Ph.D) (микробиология)          | 15, 16, 17                                       | Спейслэб                                         |
| 13                                               | Лонг, Дженнифер М.                               | Long, Jennifer M.                                | Доктор философии (Ph.D.)                         | 16                                               |                                                  |
| 14                                               | Мейнхарт, Карл Д.                                | Meinhart, Carl D.                                | Доктор философии (Ph.D.)                         | 16                                               |                                                  |
| 15                                               | Петтит, Доналд Рой                               | Pettit, Donald Roy                               | Доктор философии (Ph.D.) (химическая техника)    | 10,12, 15, 16                                    | 16                                               |
| 16                                               | Риган, Маркум Л.                                 | Reagan, Marcum L.                                |                                                  | 16, 17                                           |                                                  |
| 17                                               | Симо, Эрнест                                     | Simo, Ernest                                     | Доктор философии (Ph.D.) (электротехника)        | 15, 16                                           |                                                  |
| 18                                               | Смит, Хьюлэнд К.                                 | Smith, Huland C.                                 | Майор ВВС США                                    | 16                                               |                                                  |
| 19                                               | Страйн, Натали А.                                | Strain, Natalie A.                               |                                                  | 16                                               |                                                  |
| 20                                               | Уолкер, Шэннон                                   | Walker, Shannon                                  | Доктор философии (Ph.D.)                         | 15, 16, 17, 18, 19                               | 19                                               |

### Пятая группа
Пятая группа проходили собеседования с 21 января 1996 года:
| Список группы № 5 претендентов 16-го набора НАСА | Список группы № 5 претендентов 16-го набора НАСА | Список группы № 5 претендентов 16-го набора НАСА | Список группы № 5 претендентов 16-го набора НАСА | Список группы № 5 претендентов 16-го набора НАСА | Список группы № 5 претендентов 16-го набора НАСА |
| №                                                | ФИО                                              | Оригинал имени (от англ.)                        | Звание (на момент отбора), специальность         | Участвовал в наборе                              | Зачислен в набор                                 |
| ------------------------------------------------ | ------------------------------------------------ | ------------------------------------------------ | ------------------------------------------------ | ------------------------------------------------ | ------------------------------------------------ |
| 1                                                | Адлер, Марк                                      | Adler, Mark                                      | Доктор философии (Ph.D.)                         | 16                                               |                                                  |
| 2                                                | Андерсон, Клейтон Конрад                         | Anderson, Clayton Conrad                         |                                                  | 16, 17                                           | 17                                               |
| 3                                                | Билимориа, Карл Д.                               | Bilimoria, Karl D.                               | Доктор философии (Ph.D.)                         | 16                                               |                                                  |
| 4                                                | Бригхэм, Джилл Д.                                | Brigham, Jill D.                                 |                                                  | 15, 16                                           |                                                  |
| 5                                                | Кейджл, Ивонна Дарлин                            | Cagle, Yvonne Darlene                            | Доктор медицины                                  | 15, 16                                           | 16                                               |
| 6                                                | Эрно, Джоанн Л.                                  | Erno, Joann L.                                   | Капитан ВВС США                                  | 16                                               |                                                  |
| 7                                                | Финк, Эдвард Майкл                               | Fincke, Edward Michael                           | Магистр наук (астронавтика, геология)            | 16                                               | 16                                               |
| 8                                                | Френч, Ллойд К.                                  | French, Lloyd C.                                 |                                                  | 16                                               |                                                  |
| 9                                                | Херрингтон, Джон Беннетт                         | Herrington, John Bennett                         | Лейтенант-коммандер ВМС США                      | 16                                               | 16                                               |
| 10                                               | Холлидей, Мейнард А.                             | Holliday, Maynard A.                             |                                                  | 15, 16                                           |                                                  |
| 11                                               | Келли, Джеймс МакНил                             | Kelly, James McNeal                              | Капитан ВВС США                                  | 16                                               | 16                                               |
| 12                                               | Напп, Майкл С.                                   | Knapp, Michael S.                                | Майор Армии США                                  | 16, 17                                           |                                                  |
| 13                                               | Лешер, Уильям К.                                 | Lescher, William K.                              |                                                  | 16                                               |                                                  |
| 14                                               | Мастраккио, Ричард Алан                          | Mastracchio, Richard Alan                        | Магистр наук (физика)                            | 14, 15, 16                                       | 16                                               |
| 15                                               | Микитишин, Марк Дж.                              | Mykityshyn, Mark G.                              |                                                  | 16                                               |                                                  |
| 16                                               | Нельсон, Дэвид М.                                | Nelson, David M.                                 | Майор ВВС США                                    | 16, 17                                           |                                                  |
| 17                                               | Ричардс, Пол Уильям                              | Richards, Paul William                           | Магистр наук (машиностроение)                    | 16                                               | 16                                               |
| 18                                               | Санчес, Мерри Дж.                                | Sanchez, Merri J.                                |                                                  | 16                                               |                                                  |
| 19                                               | Шмидт, Мэттью Ф.                                 | Schmidt, Matthew F.                              | Доктор философии (Ph.D.)                         | 16                                               |                                                  |
| 20                                               | Симан, Кальвин Г.                                | Seaman, Calvin H.                                |                                                  | 16                                               |                                                  |

### Шестая группа
Шестая группа проходили собеседования с 26 января 1996 года
| Список группы № 6 претендентов 16-го набора НАСА | Список группы № 6 претендентов 16-го набора НАСА | Список группы № 6 претендентов 16-го набора НАСА | Список группы № 6 претендентов 16-го набора НАСА   | Список группы № 6 претендентов 16-го набора НАСА | Список группы № 6 претендентов 16-го набора НАСА |
| №                                                | ФИО                                              | Оригинал имени (от англ.)                        | Звание (на момент отбора), специальность           | Участвовал в наборе                              | Зачислен в набор                                 |
| ------------------------------------------------ | ------------------------------------------------ | ------------------------------------------------ | -------------------------------------------------- | ------------------------------------------------ | ------------------------------------------------ |
| 1                                                | Асджес, Дэвид К.                                 | Asjes, David C.                                  | Лейтенант-коммандер ВМС США                        | 16                                               |                                                  |
| 2                                                | Ассад, Альберт М.                                | Assad, Albert M.                                 | Доктор философии (Ph.D.)                           | 16                                               |                                                  |
| 3                                                | Калдейро, Фернандо                               | Caldeiro, Fernando                               | Магистр наук (машиностроение)                      | 16                                               | 16                                               |
| 4                                                | Камарда, Чарлз Джозеф                            | Camarda, Charles Joseph                          | Доктор философии (Ph.D.) (аэрокосмическая техника) | 16                                               | 16                                               |
| 5                                                | ДеМейси, Майкл П.                                | DeMasie, Michael P.                              |                                                    | 16, 17                                           |                                                  |
| 6                                                | Фергюсон, Кристофер Джон                         | Ferguson, Christopher John                       | Лейтенант-коммандер ВМС США                        | 16, 17                                           | 17                                               |
| 7                                                | Фрик, Стивен Натаниэл                            | Frick, Stephen Nathaniel                         | Лейтенант-коммандер ВМС США                        | 16                                               | 16                                               |
| 8                                                | Джастис, Чарльз Р.                               | Justiz, Charles R.                               | Доктор философии (Ph.D.)                           | 10, 12, 15, 16                                   |                                                  |
| 9                                                | Лайфер, Стефани Д.                               | Leifer, Stephanie D.                             | Доктор философии (Ph.D.)                           | 16                                               |                                                  |
| 10                                               | Ландквест, Лаура Л.                              | Lundquist, Laura L.                              |                                                    | 16                                               |                                                  |
| 11                                               | Пауэрс, Уильям Э.                                | Powers, William E.                               |                                                    | 16                                               |                                                  |
| 12                                               | Рут, Джеффри С.                                  | Ruth, Jeffrey S.                                 | Лейтенант ВМС США                                  | 16, 17                                           |                                                  |
| 13                                               | Сол, Пол А.                                      | Sohl, Paul A.                                    | Лейтенант ВМС США                                  | 16, 17                                           |                                                  |
| 14                                               | Свонсон, Стивен Рэй                              | Swanson, Steven Ray                              | Магистр искусств (компьютерные системы)            | 16, 17                                           | 17                                               |
| 15                                               | Ташнер, Майкл Дж.                                | Taschner, Michael J.                             | Майор ВВС США                                      | 16                                               |                                                  |
| 16                                               | Варгас, Тина Ф.                                  | Vargas, Tina F.                                  |                                                    | 16, 17                                           |                                                  |
| 17                                               | Уилльямс, Джеффри Нелс                           | Williams, Jeffrey Nels                           | Майор Армии США                                    | 16                                               | 16                                               |
| 18                                               | Уильямс, Руби Б., мл.                            | Williams, Rube B. Jr.                            |                                                    | 16, 17                                           |                                                  |
| 19                                               | Уилсон, Стефани Диана                            | Wilson, Stephanie Diana                          | Магистр наук (аэрокосм. техника)                   | 16                                               | 16                                               |
| 20                                               | Заккарди, Винсент Дж.                            | Zaccardi, Vincent J..                            | Лейтенант-коммандер ВМС США                        | 16                                               |                                                  |
| 21                                               | Замка, Джордж Девид                              | Zamka, George David.                             | Майор КМП США                                      | 16, 17                                           | 17                                               |
| 22                                               | Зунига, Фанни Э.                                 | Zuniga, Fanny A..                                |                                                    | 16                                               |                                                  |